# Niccolò de Rubini
Niccolò de Rubini († 8. August 1505) war ein italienischer römisch-katholischer Bischof.
Rubini wurde am 2. Juni 1486 zum Bischof von Lacedonia ernannt.